# Aloe x winteri
Aloe x winteri é uma espécie de liliopsida do gênero Aloe, pertencente à família Asphodelaceae.